# Brasschaat
Brasschaat (prononcé [brɑˈsxaːt]) est une commune néerlandophone de Belgique située en Région flamande dans la province d'Anvers.
Sur la commune se trouve le deuxième plus grand musée militaire de Belgique, le Gunfire.

## Des années importantes
- 1251 - La première fois que « De Mick » est utilisé dans un document officiel.
- 1269 - La première fois que « Breesgata » est utilisé dans un document officiel.
- 1619 - À la suite d'une épidémie, Brasschaat ne compte plus que 29 familles.
- 1823 - Brasschaat ne fait plus partie d'Ekeren et devient une commune autonome.
- 1912 - Inauguration du Fort van Brasschaat, qui s'intègre à la zone de fortifications couvrant le port d'Anvers.
- Le 1er mai 1911 ouvre le premier aérodrome militaire de Belgique, sur un site utilisé depuis 1887 par le Génie militaire pour l'utilisation de ballons d'observation.
- 2004 - Ouverture du Musée de l'artillerie, le Gunfire, qui regroupe des centaines d'objets et pièces d'artillerie couvrant une période qui va de 1830 à aujourd'hui.
- 2006 - Fermeture de la base aérienne.
- 2016 - Tournage de Miss Peregrine et les enfants particuliers de Tim Burton.

## Héraldique
|  | La commune possède des armoiries qui lui ont été octroyées le 21 juin 1913. Les croix dans les armoiries proviennent des armoiries des seigneurs de Breda du XIIIe siècle, de la famille Schooten. Brasschaat a toujours appartenu à Ekeren, propriété des seigneurs de Breda jusqu'au XVIe siècle. Au XVIe siècle, ce sont les princes de Salm-Salm qui leur succèdent. Ils deux saumons dans leurs armoiries. Le saumon dans la moitié inférieure des armoiries provient de leurs armoiries. À leur tour, la famille Lalaing succéda aux princes. Les deux diamants proviennent des armoiries de cette famille. Le support est Saint Antoine, saint patron du village. Blasonnement : De gueules, un saumon argenté, redressé, accompagné dans le chef de deux diamants identiques, le tout entouré de huit croix de Saint-André également en argent; le bouclier à gauche par un saint Antoine aux pieds de la rédemption, et de même à gauche, un cochon chronométré, tout d'argent. (Traduction libre) Source du blasonnement : Heraldy of the World. |

## Démographie

### Évolution démographique
- Source : DGS - Remarque : 1831 jusqu'à 1981 = recensement ; depuis 1990 = nombre d'habitants chaque 1er janvier[3]

## Personnalités liées à la commune
- Ferdinand de Baillet-Latour, bourgmestre
- Comte Henry le Grelle, ancien conseiller communal, né en 1937.
- Veerle Baetens, actrice et chanteuse belge née à Brasschaat en 1978.
- Janice Cayman, footballeuse belge née à Brasschaat en 1988.